# Hésingue
Hésingue é uma comuna francesa na região administrativa de Grande Leste, no departamento Alto Reno. Estende-se por uma área de 9,16 km². Em 2010 a comuna tinha 2 799 habitantes (densidade: 305,6 hab./km²).